# Братя Мангасариян
Братя Мангасариян са комедийна музикална група от професионални актьори, които наричат себе си с псевдонимите Зюмбюл (Силвестър Силвестров), Кулю (Владислав Петров) и Среброто (Александър Сано) и се изявяват в стил, който те са си измислили: манга хип-хоп (смесица от хип-хоп, пънк и етно елементи с иронични текстове).
Под шеговития тон, текстовете на песните на групата, както и медийните ѝ изяви представляват сериозен критичен анализ на актуалната културна и обществено-политическа ситуация в България. Независимо че боравят с гротеска, цитати от попкултурата и комични етюди, Братя Мангасариян успяват да удържат текстовете си изчистени от вулгаризми и банални включвания на груба улична реч. Интервютата им спазват особена стилистика, винаги се поддържа отчетлива граница между актьор и персонаж.
Видеопродукцията с тяхно участие е ефектна, клиповете им са типично постмодерни и имат многозначително послание. Както и музиката им, те са адресирани едновременно до най-популярната и младежка публика, но също така и до рефлексивни зрители, които се забавляват с имитацията на масмедийните клишета. Братя Мангасариян могат да бъдат сравнени като културен феномен с виртуалния герой Борат, превъплъщение на комика Саша Барон Коен.

## Персонажът „Бай Мангау“
Водещият образ на триото е заложен в песента „Бай Мангау“. Основна характеристика е неговото вътрешно противоречие, част от културно непримирими елементи:
„Бай Мангал е за изящните изкуства“ срещу: „Бай Мангал със пънкари прави пого.“ Както и:
„Бай Мангал пие кафета със канела“, което не подхожда на образа на човек, който „тренира черните барети.“
Във финала на песента се определя и кръщелната връзка на героя с персонажите на тримата актьори в арт-триото: „Бай Мангал е кръстил тука трима души.“
Присъщите характеристика на поливалентната фигура („Бай Мангау“) са свързани с разпределението на ролите на тримата протагонисти (цветен, цъфтящ, плодовит – „Зюмбюл“; опасен, родеещ се с „клане“ и „касапница“ – „Кулю“ (вторична игра на аналогии тук и с рапъра Coolio); богат, ценен, даващ късмет за материална и финансова сполука – „Среброто“)
В текста са представени основни кодове, характерни за групата, както и за пънк- и гротескната образност: Ирония към статуквото и институциите и професионализацията: „Бай Мангал консултира адвокати“
Релативизация на политическото: „Бай Мангал е правителството в сянка.“ Аналогия към бурните събития на прехода (протесният минитинг на 14 декември 1989 г. и репликата на Петър Младенов, съдържаща думите „танкове“ или „танковете“) се прави в стих от текста: „Бай Мангал ще излиза днеска с танка.“
„Бай Мангау“ е фигура с магическа сила, клонинг и събирателен персонаж на разнообразни публични образи, които често с противоречие. Персонажът „Бай Мангал“ има характера на анти-герой, чучело, изкупителен образ на социалните несъвършенства. Текстът и музиката едновременно го възпяват („Бай Мангал!!! Егати паура!!!“) и осмиват („Бай Мангал е следовател пандизчия.“)
Мащабът му е едновременно гигантски („Бай Мангал мисли за международното положение, както и международното положение мисли за Бай Мангал“) но и в същото време нищожен, пренебрежим („Бай Мангал е съмъскръчки бекенаф, Бай Мангал е бекенаф на съмъскръчки!!!“)
Името (и смисловите съдържания) на образа Бай Мангал (произнасян често и „мангау“) е в пряка референция с митичния персонаж бабау от средиземноморския регион и във фолклора на Румъния – Бабау („Омул негру“, черният човек). Едновременно тъмен (като цвят на кожата и с тъмни психологически краски) и с голям ръст, респ. голяма сила. Babau /„бабау“/, също като „Бай Мангау“ на Братя Мангасарян споделя черти на супергерой и антигерой.

## Публично възприятие
Познати на широката публика от 2005 година, те са автори и на музиката и на текстовете на песните си. Хитовете Бай Мангау (първият им голям успех), Въф кубъ, Тер'о рер'о, М.С.К., Ромео и Юлия и Космоса Ми, оглавяват първите места на националните класации. Участват в рекламни кампании и са рекламни лица на различни продукти. Един от най-успешните рекламни клипове направен в България (Глобул) е изцяло дело на Братя Мангасариян.
През 2015 година отново се завръщат на сцената.  Създават комедийното шоу „За вредата от образованието, културата и изкуството“, което се играе по клубните сцени в страната с голям успех. През юни 2016 пускат нов сингъл озаглавен „Бай Мангау 2“.

## Дискография
Егати сингала (сингъл), 2004 г.
- Бай Мангау
- Въф кубъ
- Тер'о рер'о
- Бай Мангау (Black Remix)

Zaeurопа, 2006 г.
- Интро
- Zaeurопа
- Въф кубъ
- М.С.К.
- Кулю
- CD-Roma
- Сребристо
- Бай Мангау
- Ти си цвете въф градъ
- Ромео и Юлия
- Тер'о-рер'о
- Аутро

Party Stress (сингъл), 2008 г.
- Party Stress
- Фенско
- Космоса ми
- Тер'о-рер'о (Swing Remix)
- Едно парче набързо
- Едно парче набързо (Английска версия)

Бай Мангау 2 (сингъл), 2016 г.
Луксозни глупости (сингъл), 2025 г.